# Jan Gunnar Røise
Jan Gunnar Røise (* 24. September 1975 in Eidsvoll) ist ein norwegischer Schauspieler.

## Leben
Røise studierte von 1997 bis 2000 Schauspiel an der Statens Teaterhøgskole. Im Jahr 2000 begann er am Nationaltheatret in Oslo zu arbeiten. Dort übernahm er Rollen in verschiedenen Aufführungen wie 1001 Nacht (2000), Le mariage de Figaro (2004), Die Wildente (2006), Ti liv (2011) und Der Revisor (2015) sowie in zahlreichen Kindertheaterstücken. Für seine Rolle als Jim in Die Glasmenagerie wurde Røise im Jahr 2007 beim norwegischen Theaterpreis Heddaprisen in der Kategorie für die beste männliche Nebenrolle nominiert. Im Jahr 2011 erhielt er für verschiedene Rollen aus dem Vorjahr eine Heddaprisen-Nominierung als bester Schauspieler. Gemeinsam mit Thorbjørn Harr und Mariann Hole erhielt er im Jahr 2012 schließlich die Auszeichnung in der Heddaprisen-Kategorie für besonderen künstlerischen Einsatz.
Neben seiner Tätigkeit am Nationaltheatret spielte Røise in zahlreichen Filmproduktionen mit. Im Jahr 2000 gab er im Film De 7 dødssyndene sein Filmdebüt. Im norwegischen Kinderfilm Mein Freund Knerten spielte er die Rolle des Vaters. Die Rolle übernahm er auch in den beiden Folgefilmen Knerten traut sich und Knerten in der Klemme. Im Jahr 2016 spielte er in der zweiten Staffel der Fernsehserie Mammon mit. Für seine Arbeit in Barn erhielt er beim norwegischen Filmpreis Amanda im Jahr 2020 die Auszeichnung als bester Hauptdarsteller. Zwei Jahre später folgte für Full dekning eine Nominierung als beste männliche Nebenrolle. In der Serie Powerplay – Smart Girls Go for President aus dem Jahr 2023 übernahm er die Rolle des früheren Arbeiderpartiet-Vorsitzenden Reiulf Steen. Für seine Darstellung wurde er beim Fernsehpreis Gullruten in der Hauptrollen-Kategorie nominiert. Im August 2024 gewann er für seine Hauptrolle in Sex erneut die Amanda für die beste Hauptrolle.

## Auszeichnungen
Heddaprisen
- 2007: Nominierung in der Kategorie „Beste männliche Nebenrolle“ (für Die Glasmenagerie)[6]
- 2011: Nominierung in der Kategorie „Bester männlicher Schauspieler“[3]
- 2012: „Besonderer künstlerischer Einsatz“ (gemeinsam mit Thorbjørn Harr und Mariann Hole)[4]

Amanda
- 2020: „Beste Hauptrolle (männlich)“ (für Barn)
- 2022: Nominierung in der Kategorie „Beste männliche Nebenrolle“ (für Full dekning)[7]
- 2024: „Beste Hauptrolle“ (für Sex)[8]

Gullruten
- 2024: Nominierung in der Kategorie „Bester Schauspieler in einer Hauptrolle“ (für Powerplay – Smart Girls Go for President)[9]

Sonstige
- 2015: Blå Fugl[10]
- 2019: Kanonprisen

## Filmografie (Auswahl)
- 2000: De 7 dødssyndene
- 2000: Kaptein Sabeltann og den forheksede øya
- 2002: Folk flest bor i Kina
- 2002: Kaptein Sabeltann og jakten på den magiske diamant
- 2003: Kitchen Stories
- 2003: Lille frk Norge
- 2004: Hawaii, Oslo
- 2005: 37 og et halvt
- 2006: Genosse Pedersen
- 2006: Svein og rotta
- 2008: Lønsj
- 2008: Den siste revejakta
- 2009: Mein Freund Knerten
- 2009: Julenatt i Blåfjell
- 2010: Ein Mann von Welt
- 2010: En helt vanlig dag på jobben
- 2010: Knerten traut sich
- 2011: Knerten in der Klemme
- 2011: The Thing
- 2012: Wie du mich siehst
- 2014: Einer nach dem anderen
- 2014: A Swan Lake
- 2016: Mammon (Fernsehserie, 8 Folgen)
- 2016: Das Löwenmädchen
- 2017–2019: ZombieLars
- 2019: Pferde stehlen
- 2019: Kommissar Wisting (Fernsehserie, 1 Folge)
- 2019: Barn
- 2019: Elise und das vergessene Weihnachtsfest
- 2019: Tunnelen
- 2021: Ingenting å le av
- 2021–2024: Pørni (Fernsehserie, 15 Folgen)
- 2022: Full dekning
- 2022: Fenris (Fernsehserie, 6 Folgen)
- 2022: Ein Weihnachtsfest für Teddy
- 2022: Ein Sturm zu Weihnachten (Fernsehserie, 6 Folgen)
- 2023–2024: Powerplay – Smart Girls Go for President (Fernsehserie, 10 Folgen)
- 2023: Føkkings Fladseth (Fernsehserie, 5 Folgen)
- 2024: Oslo-Stories: Sehnsucht
- 2024: Mr. K
- 2024: Kvitebjørn